# 魯薩瓦河
魯薩瓦河（烏克蘭語：Русава），是烏克蘭的河流，位於該國西南部，屬於德涅斯特河的左支流，發源自亞歷山德里夫卡北部，流經文尼察州，河口處在揚皮爾以南，河道全長78公里，流域面積991平方公里。